# كازيمير فون بلومنتال
كازيمير فون بلومنتال (بالألمانية: Casimir von Blumenthal)‏ هو عازف كمان وملحن نمساوي، ولد في 1 أغسطس 1787 في بروكسل في بلجيكا، وتوفي في 22 يوليو 1849 في لوزان في سويسرا.

## وصلات خارجية
- كازيمير فون بلومنتال على موقع ميوزك برينز (الإنجليزية)